# Боско Валентин Анатолійович
Валенти́н Анато́лійович Боско́ — полковник Збройних сил України, учасник російсько-української війни.

## З життєпису
Проживає в Житомирі з дружиною та сином 1999 р. н. Начальник інженерної служби 95-ї аеромобільної бригади.
У зоні бойових дій з весни 2014-го, стояв на блокпостах з анексованим Кримом. 19 червня зазнав важких вогнепальних поранень спини та ноги під Слов'янськом — біля села Крива Лука, санітарним вертольотом доставлений у військовий медичний центр у Харкові. Переніс 4 операції.

## Нагороди
- орден «За мужність» III ступеня (2022) — за особисту мужність і самовіддані дії, виявлені у захисті державного суверенітету та територіальної цілісності України, вірність військовій присязі.
- орден Богдана Хмельницького III ступеня (3.7.2015) — за особисту мужність і високий професіоналізм, виявлені у захисті державного суверенітету та територіальної цілісності України, вірність військовій присязі.